# 費特 (挪威)
費特（挪威語：Fet）是挪威阿克什胡斯郡的一個旧市镇，2020年1月1日和另外两个市镇合并为利勒斯特倫市镇，并隶属新成立的维肯郡。